# Uspješnost hrvatskog tenisa na ATP i WTA Touru
Statistika naslova na Grand Slamovima i Završnim turnirima, kao i neke druge statistike, može se vidjeti na stranici saveza.

## Tenisači
12 - 02 - 2018
Generalna statistika
██ osvajači turnira u Open eri prije osnivanja ATP Toura; dodani radi potpunosti statistike
bold - aktivni
Napomene:
1. Tenisači s barem 1 naslovom + igrač s najvećim brojem ukupnih finala bez naslova.
2. ATP Challenger nije uključen.
3. U statistiku naslova i finala u parovima uključeni su rezultati u mix parovima te rezultati na Hopman kupu; posljednji su naznačeni nakon plusa, radi potpunosti statistike.
4. Barem 30 odigranih mečeva za unos pojedinačno/parovi statistike, inače —.
5. Barem 10 GS pobjeda za unos te statistike, inače —.
6. Mix parovi nisu uključeni u statistiku GS pobjeda.
7. U ZT (Završni turnir) nastupe uključeni su nastupi na Grand Slam kupu (ITF-ov završni turnir) i WTC Finals (WTC-ov završni turnir) koji su naznačeni nakon plusa, radi potpunosti statistike.

| Tenisač             | Pojedinačno | Pojedinačno | Pojedinačno | Pojedinačno | Pojedinačno | Pojedinačno | Pojedinačno | Parovi  | Parovi | Parovi  | Parovi | Parovi    | Parovi     | Parovi     | Ukupno  | Ukupno  | Ukupno     |
| Tenisač             | naslovi     | finala      | pobjede     | mečevi      | % pobjeda   | ZT nastupi  | GS pobjede  | naslovi | finala | pobjede | mečevi | % pobjeda | ZT nastupi | GS pobjede | naslovi | pobjede | ZT nastupi |
| ------------------- | ----------- | ----------- | ----------- | ----------- | ----------- | ----------- | ----------- | ------- | ------ | ------- | ------ | --------- | ---------- | ---------- | ------- | ------- | ---------- |
| Mario Ančić         | 3           | 8           | 208         | 343         | 60.6        | —           | 43          | 5       |        | 68      | 110    | 61.8      | —          |            | 8       | 276     | —          |
| Marin Čilić         | 17          | 31          | 443         | 677         |             | 3           | 102         | —       | 1      | 78      | 162    |           | —          |            | 17      | 521     | 3          |
| Borna Ćorić         | 1           | 2           | 83          | 171         |             | —           | 9           | —       | —      | 4       | 15     |           | —          | —          | 1       | 87      | —          |
| Ivan Dodig          | 1           | 2           | 118         | 258         |             | —           | 15          | 9       | 22     | 220     | 374    |           | 5          | 58         | 10      | 338     | 5          |
| Marin Draganja      | —           | —           | —           | —           | —           | —           | —           | 4       | 9      | 63      | 122    |           | —          | 6          | 4       | 63      | —          |
| Željko Franulović   | 9           |             | 334         | 596         | 56.0        | 2           |             | 7       |        | 190     | 386    | 49.2      | 1          |            | 16      | 524     | 3          |
| Saša Hiršzon        | —           | —           | 10          | 35          | 28.6        | —           | —           | 2       | 2      | 41      | 80     | 51.3      | —          | —          | 2       | 51      | —          |
| Goran Ivanišević    | 22          | 49          | 599         | 932         | 64.3        | 5+6         | 110         | 9+1     | 19+1   | 263     | 489    | 53.8      | —          | 34         | 31+1    | 862     | 5+6        |
| Boro Jovanović      |             |             |             |             |             | —           |             |         |        |         |        |           |            |            |         |         | —          |
| Ivo Karlović        | 8           | 18          | 348         | 656         |             | —           | 49          | 2       | 3      | 87      | 193    |           | —          | 19         | 10      | 435     | —          |
| Franjo Kukuljević   |             |             |             |             |             | —           |             |         |        |         |        |           | —          |            |         |         | —          |
| Ladislav Legenstein | 2           | 5           |             |             |             | —           |             |         |        |         |        |           | —          |            |         |         | —          |
| Ivan Ljubičić       | 10          | 24          | 429         | 725         | 59.2        | 2           | 48          | —       | 4      | 111     | 239    | 46.4      | —          |            | 10      | 540     | 2          |
| Nikola Mektić       | —           | —           | —           | —           | —           | —           | —           | 2       | 5      | 42      | 84     |           | —          | 6          | 2       | 41      | —          |
| Dragutin Mitić      |             |             |             |             |             | —           |             |         |        |         |        |           | —          |            |         |         | —          |
| Marko Ostoja        | 1           | 1           | 81          | 220         | 36.8        | —           | —           | —       | 1      | 36      | 109    | 33.0      | —          | —          | 1       | 117     | —          |
| Josip Palada        |             |             |             |             |             | —           |             |         |        |         |        |           | —          |            |         |         | —          |
| Mate Pavić          | —           | —           | —           | —           | —           | —           | —           | 11      | 24     | 147     | 236    |           | 1          | 26         | 11      | 150     | 1          |
| Nikola Pilić        | 9           |             | 211         | 379         | 55.7        | 0+2         |             | 6       |        | 143     | 277    | 51.6      | —          |            | 15      | 354     | 0+2        |
| Goran Prpić         | 1           |             | 125         | 245         | 51.0        | 0+1         |             | 1+1     | ?+1    | 55      | 117    | 47.0      | —          |            | 2+1     | 180     | 0+1        |
| Franjo Punčec       |             |             |             |             |             | —           |             |         |        |         |        |           | —          |            |         |         | —          |
| Franjo Šefer        |             |             |             |             |             | —           |             |         |        |         |        |           | —          |            |         |         | —          |
| Franko Škugor       | —           | —           |             |             |             | —           | —           | 1       | 3      | 33      | 70     |           | —          |            | 1       | 40      | —          |
| Lovro Zovko         | —           | —           | —           | —           | —           | —           | —           | —       | 5      | 53      | 142    | 37.3      | —          | —          | —       | 53      | —          |

Grand Slam i ZT statistika
Napomene:
1. U GS finala parova klasični i mix brojeni zajedno.
2. U ZT (Završni turnir) finala uključena su finala na Grand Slam kupu (ITF-ov završni turnir) i WTC Finals (WTC-ov završni turnir) koja su naznačena nakon plusa, radi potpunosti statistike.

| Tenisač           | Pojedinačno | Pojedinačno | Pojedinačno | Pojedinačno | Pojedinačno | Parovi    | Parovi | Parovi    | Parovi | Parovi     | Ukupno    | Ukupno    |
| Tenisač           | GS finala   | GS F4       | ZT finala   | ZT F4       | ZT pobjede  | GS finala | GS F4  | ZT finala | ZT F4  | ZT pobjede | GS finala | ZT finala |
| ----------------- | ----------- | ----------- | ----------- | ----------- | ----------- | --------- | ------ | --------- | ------ | ---------- | --------- | --------- |
| Marin Čilić       | 3           |             | —           |             |             | —         |        | —         |        |            | 3         | —         |
| Ivan Dodig        | —           |             | —           |             |             | 4         |        | 1         |        |            | 4         | 1         |
| Željko Franulović | 1           |             | —           |             |             | —         |        | —         |        |            | 1         | —         |
| Goran Ivanišević  | 4           |             | 0+2         |             |             | 2         |        | —         |        |            | 6         | 0+2       |
| Boro Jovanović    | —           |             | —           |             |             | 1         |        | —         |        |            | 1         | —         |
| Franjo Kukuljević | —           |             | —           |             |             | 1         |        | —         |        |            | 1         | —         |
| Dragutin Mitić    | —           |             | —           |             |             | 1         |        | —         |        |            | 1         | —         |
| Mate Pavić        | —           |             | —           |             |             | 4         |        | —         |        |            | 4         | —         |
| Nikola Pilić      | 1           |             | —           |             |             | 2         |        | —         |        |            | 3         | —         |

ATP Masters 1000
| Tenisač          | Pojedinačno | Pojedinačno | Pojedinačno | Parovi  | Parovi | Parovi  |
| Tenisač          | naslovi *   | finala      | pobjede     | naslovi | finala | pobjede |
| ---------------- | ----------- | ----------- | ----------- | ------- | ------ | ------- |
| Marin Čilić      | 1           | 1           | 89          | —       | —      | —       |
| Ivan Dodig       | —           | —           | —           | 4       | 9      | 67      |
| Goran Ivanišević | 2           | 7           | 115         | 1       | 1      | 65      |
| Ivan Ljubičić    | 1           | 4           | 116         | —       | —      | —       |
| Nikola Mektić    | —           | —           | —           | 3       | 3      |         |
| Mate Pavić       | —           | —           | —           | 1       | 2      |         |
| Franko Škugor    | —           | —           | —           | 1       | 1      |         |

* Cincinnati, Indian Wells, Paris, Stockholm

## Tenisačice
06 - 02 - 2018
Generalna statistika
bold - aktivni
Napomene:
1. Mix parovi nisu uključeni u statistiku GS pobjeda.

| Tenisačica            | Pojedinačno | Pojedinačno | Pojedinačno | Pojedinačno | Pojedinačno | Pojedinačno | Pojedinačno | Parovi  | Parovi | Parovi  | Parovi | Parovi    | Parovi     | Parovi     | Ukupno  | Ukupno  | Ukupno     |
| Tenisačica            | naslovi     | finala      | pobjede     | mečevi      | % pobjeda   | ZT nastupi  | GS pobjede  | naslovi | finala | pobjede | mečevi | % pobjeda | ZT nastupi | GS pobjede | naslovi | pobjede | ZT nastupi |
| --------------------- | ----------- | ----------- | ----------- | ----------- | ----------- | ----------- | ----------- | ------- | ------ | ------- | ------ | --------- | ---------- | ---------- | ------- | ------- | ---------- |
| Sabrina Goleš         | 1           | 3+1         | 102         | 211         | 48.3        | —           |             | 3       | 8      | 87      | 178    | 48.9      | —          |            | 4       | 189     | —          |
| Darija Jurak          | —           | —           | 313         | 558         | 56.1        | —           | —           | 4       | 11     | 433     | 762    | 56.8      | —          | 13         | 4       | 746     | —          |
| Ana Konjuh            | 1           | 2           | 140         | 230         |             | —           | 16          | —       | —      | 12      | 26     |           | —          |            | 1       | 152     | —          |
| Jelena Kostanić-Tošić | —           | 3           | 328         | 589         | 55.7        | —           | 18          | 8       | 16     | 198     | 377    | 52.5      | —          | 14         | 8       | 526     | —          |
| Mirjana Lučić-Baroni  | 3           | 5           | 395         | 708         |             | —           | 36          | 3       | 4      | 83      | 165    |           | —          | 30         | 6       | 478     | —          |
| Iva Majoli            | 8           | 17          | 316         | 541         | 58.4        | 1           | 55          | 1+1     | 5+1    | 99      | 223    | 44.4      | —          |            | 9+1     | 415     | 1          |
| Petra Martić          | 1           | 3           | 241         | 428         |             | —           | 20          | —       | 4      | 112     | 211    |           | —          | 13         | 1       | 353     | —          |
| Karolina Šprem        | —           | 3           |             |             |             | —           |             | —       | —      |         |        |           | —          |            | —       |         | —          |
| Silvija Talaja        | 2           | 6           | 300         | 573         | 52.4        | —           |             | 1       | 4      | 69      | 189    | 36.5      | —          |            | 3       |         | —          |
| Donna Vekić           | 2           | 5           | 194         | 339         |             | —           | 10          | —       | —      | 7       | 29     |           | —          |            | 2       | 201     | —          |

Grand Slam i ZT statistika
Napomene:
1. U GS finala parova klasični i mix brojeni zajedno.

| Tenisačica           | Pojedinačno | Pojedinačno | Pojedinačno | Pojedinačno | Pojedinačno | Parovi    | Parovi | Parovi    | Parovi | Parovi     | Ukupno    | Ukupno    |
| Tenisačica           | GS finala   | GS F4       | ZT finala   | ZT F4       | ZT pobjede  | GS finala | GS F4  | ZT finala | ZT F4  | ZT pobjede | GS finala | ZT finala |
| -------------------- | ----------- | ----------- | ----------- | ----------- | ----------- | --------- | ------ | --------- | ------ | ---------- | --------- | --------- |
| Mirjana Lučić-Baroni | —           |             | —           |             |             | 2         |        | —         |        |            | 2         | —         |
| Iva Majoli           | 1           |             | —           |             |             | —         |        | —         |        |            | 1         | —         |

WTA Tier I / Premier Mandatory + Premier 5
| Tenisačica           | Pojedinačno | Pojedinačno | Pojedinačno | Parovi  | Parovi | Parovi  |
| Tenisačica           | naslovi *   | finala      | pobjede     | naslovi | finala | pobjede |
| -------------------- | ----------- | ----------- | ----------- | ------- | ------ | ------- |
| Mirjana Lučić-Baroni | —           | —           |             | 1       | 1      |         |
| Iva Majoli           | 3           | 3           |             | —       | 1      |         |

* Charleston, Tokyo, Zürich
Zarada od nagrada
06 - 02 - 2018
bold - aktivni
| Tenisač          | Zarada [$] | Zarada [$] prilagođena na inflaciju 2018. |
| ---------------- | ---------- | ----------------------------------------- |
| Marin Čilić      | 22,527,191 |                                           |
| Goran Ivanišević | 19,878,007 |                                           |
| Ivan Ljubičić    | 10,169,964 |                                           |
| Ivo Karlović     | 8,903,279  |                                           |
| Ivan Dodig       | 6,365,019  |                                           |
| Mario Ančić      | 4,024,686  |                                           |

| Tenisačica            | Zarada [$] | Zarada [$] prilagođena na inflaciju 2018. |
| --------------------- | ---------- | ----------------------------------------- |
| Iva Majoli            | 4,405,867  |                                           |
| Mirjana Lučić-Baroni  | 4,172,013  |                                           |
| Ana Konjuh            | 1,928,071  |                                           |
| Donna Vekić           | 1,769,831  |                                           |
| Petra Martić          | 1,610,294  |                                           |
| Jelena Kostanić-Tošić | 1,577,765  |                                           |

## Treneri
19 - 02 - 2018
bold - aktivni
Napomene:
1. U statistici pojedinačno i parovi brojeni zajedno.
2. Roditelji ne ulaze u statistiku, osim ako imaju trenerskog staža s drugim igračem u top 100.
3. Statistika pozicije na ljestvici (top 3), odnosi se na prvi put postignut career high ili povratak na #1 ako je u trenutku preuzimanja igrač bio van top 3.

| Trener           | GS naslovi | GS finala | ZT finala | ZT nastupi | OI medalje | top 3 | Popis tenisač(ic)a                                         | DC i FC finala | Reprezentacije                         |
| ---------------- | ---------- | --------- | --------- | ---------- | ---------- | ----- | ---------------------------------------------------------- | -------------- | -------------------------------------- |
| Goran Ivanišević | 1          | 1         | —         | 1          | —          | —     | Marin Čilić (1-1-0-1-0-" ")                                | —              | —                                      |
| Željko Krajan    | —          | 3         | —         | 2          | 1          | 1     | Dinara Safina (0-3-0-2-1-#1)                               | 1              | Hrvatska                               |
| Ivan Ljubičić    | 3          | 3         | —         | 2          | —          | 1     | Roger Federer (3-3-0-1-0-#1), Miloš Raonić (0-0-0-1-0-" ") | —              | —                                      |
| Nikola Pilić     |            |           |           |            |            |       |                                                            | 5              | Hrvatska (1), Njemačka (3), Srbija (1) |

## Vanjske poveznice
- Službena stranica ATP-a
- Službena stranica WTA-a